# 1351
Portal Geschichte | Portal Biografien | Aktuelle Ereignisse | Jahreskalender | Tagesartikel

◄ |
13. Jahrhundert |
14. Jahrhundert
| 15. Jahrhundert | ►

◄ |
1320er |
1330er |
1340er |
1350er
| 1360er | 1370er | 1380er | ►

◄◄ |
◄ |
1347 |
1348 |
1349 |
1350 |
1351
| 1352 | 1353 | 1354 | 1355 | ► | ►►
Staatsoberhäupter  · Nekrolog
| Januar | Januar | Januar | Januar | Januar | Januar | Januar | Januar |
| Kw     | Mo     | Di     | Mi     | Do     | Fr     | Sa     | So     |
| ------ | ------ | ------ | ------ | ------ | ------ | ------ | ------ |
| 52     |        |        |        |        |        | 1      | 2      |
| 1      | 3      | 4      | 5      | 6      | 7      | 8      | 9      |
| 2      | 10     | 11     | 12     | 13     | 14     | 15     | 16     |
| 3      | 17     | 18     | 19     | 20     | 21     | 22     | 23     |
| 4      | 24     | 25     | 26     | 27     | 28     | 29     | 30     |
| 5      | 31     |        |        |        |        |        |        |

| Februar | Februar | Februar | Februar | Februar | Februar | Februar | Februar |
| Kw      | Mo      | Di      | Mi      | Do      | Fr      | Sa      | So      |
| ------- | ------- | ------- | ------- | ------- | ------- | ------- | ------- |
| 5       |         | 1       | 2       | 3       | 4       | 5       | 6       |
| 6       | 7       | 8       | 9       | 10      | 11      | 12      | 13      |
| 7       | 14      | 15      | 16      | 17      | 18      | 19      | 20      |
| 8       | 21      | 22      | 23      | 24      | 25      | 26      | 27      |
| 9       | 28      |         |         |         |         |         |         |

| März | März | März | März | März | März | März | März |
| Kw   | Mo   | Di   | Mi   | Do   | Fr   | Sa   | So   |
| ---- | ---- | ---- | ---- | ---- | ---- | ---- | ---- |
| 9    |      | 1    | 2    | 3    | 4    | 5    | 6    |
| 10   | 7    | 8    | 9    | 10   | 11   | 12   | 13   |
| 11   | 14   | 15   | 16   | 17   | 18   | 19   | 20   |
| 12   | 21   | 22   | 23   | 24   | 25   | 26   | 27   |
| 13   | 28   | 29   | 30   | 31   |      |      |      |

| April | April | April | April | April | April | April | April |
| Kw    | Mo    | Di    | Mi    | Do    | Fr    | Sa    | So    |
| ----- | ----- | ----- | ----- | ----- | ----- | ----- | ----- |
| 13    |       |       |       |       | 1     | 2     | 3     |
| 14    | 4     | 5     | 6     | 7     | 8     | 9     | 10    |
| 15    | 11    | 12    | 13    | 14    | 15    | 16    | 17    |
| 16    | 18    | 19    | 20    | 21    | 22    | 23    | 24    |
| 17    | 25    | 26    | 27    | 28    | 29    | 30    |       |

| Mai | Mai | Mai | Mai | Mai | Mai | Mai | Mai |
| Kw  | Mo  | Di  | Mi  | Do  | Fr  | Sa  | So  |
| --- | --- | --- | --- | --- | --- | --- | --- |
| 17  |     |     |     |     |     |     | 1   |
| 18  | 2   | 3   | 4   | 5   | 6   | 7   | 8   |
| 19  | 9   | 10  | 11  | 12  | 13  | 14  | 15  |
| 20  | 16  | 17  | 18  | 19  | 20  | 21  | 22  |
| 21  | 23  | 24  | 25  | 26  | 27  | 28  | 29  |
| 22  | 30  | 31  |     |     |     |     |     |

| Juni | Juni | Juni | Juni | Juni | Juni | Juni | Juni |
| Kw   | Mo   | Di   | Mi   | Do   | Fr   | Sa   | So   |
| ---- | ---- | ---- | ---- | ---- | ---- | ---- | ---- |
| 22   |      |      | 1    | 2    | 3    | 4    | 5    |
| 23   | 6    | 7    | 8    | 9    | 10   | 11   | 12   |
| 24   | 13   | 14   | 15   | 16   | 17   | 18   | 19   |
| 25   | 20   | 21   | 22   | 23   | 24   | 25   | 26   |
| 26   | 27   | 28   | 29   | 30   |      |      |      |

| Juli | Juli | Juli | Juli | Juli | Juli | Juli | Juli |
| Kw   | Mo   | Di   | Mi   | Do   | Fr   | Sa   | So   |
| ---- | ---- | ---- | ---- | ---- | ---- | ---- | ---- |
| 26   |      |      |      |      | 1    | 2    | 3    |
| 27   | 4    | 5    | 6    | 7    | 8    | 9    | 10   |
| 28   | 11   | 12   | 13   | 14   | 15   | 16   | 17   |
| 29   | 18   | 19   | 20   | 21   | 22   | 23   | 24   |
| 30   | 25   | 26   | 27   | 28   | 29   | 30   | 31   |

| August | August | August | August | August | August | August | August |
| Kw     | Mo     | Di     | Mi     | Do     | Fr     | Sa     | So     |
| ------ | ------ | ------ | ------ | ------ | ------ | ------ | ------ |
| 31     | 1      | 2      | 3      | 4      | 5      | 6      | 7      |
| 32     | 8      | 9      | 10     | 11     | 12     | 13     | 14     |
| 33     | 15     | 16     | 17     | 18     | 19     | 20     | 21     |
| 34     | 22     | 23     | 24     | 25     | 26     | 27     | 28     |
| 35     | 29     | 30     | 31     |        |        |        |        |

| September | September | September | September | September | September | September | September |
| Kw        | Mo        | Di        | Mi        | Do        | Fr        | Sa        | So        |
| --------- | --------- | --------- | --------- | --------- | --------- | --------- | --------- |
| 35        |           |           |           | 1         | 2         | 3         | 4         |
| 36        | 5         | 6         | 7         | 8         | 9         | 10        | 11        |
| 37        | 12        | 13        | 14        | 15        | 16        | 17        | 18        |
| 38        | 19        | 20        | 21        | 22        | 23        | 24        | 25        |
| 39        | 26        | 27        | 28        | 29        | 30        |           |           |

| Oktober | Oktober | Oktober | Oktober | Oktober | Oktober | Oktober | Oktober |
| Kw      | Mo      | Di      | Mi      | Do      | Fr      | Sa      | So      |
| ------- | ------- | ------- | ------- | ------- | ------- | ------- | ------- |
| 39      |         |         |         |         |         | 1       | 2       |
| 40      | 3       | 4       | 5       | 6       | 7       | 8       | 9       |
| 41      | 10      | 11      | 12      | 13      | 14      | 15      | 16      |
| 42      | 17      | 18      | 19      | 20      | 21      | 22      | 23      |
| 43      | 24      | 25      | 26      | 27      | 28      | 29      | 30      |
| 44      | 31      |         |         |         |         |         |         |

| November | November | November | November | November | November | November | November |
| Kw       | Mo       | Di       | Mi       | Do       | Fr       | Sa       | So       |
| -------- | -------- | -------- | -------- | -------- | -------- | -------- | -------- |
| 44       |          | 1        | 2        | 3        | 4        | 5        | 6        |
| 45       | 7        | 8        | 9        | 10       | 11       | 12       | 13       |
| 46       | 14       | 15       | 16       | 17       | 18       | 19       | 20       |
| 47       | 21       | 22       | 23       | 24       | 25       | 26       | 27       |
| 48       | 28       | 29       | 30       |          |          |          |          |

| Dezember | Dezember | Dezember | Dezember | Dezember | Dezember | Dezember | Dezember |
| Kw       | Mo       | Di       | Mi       | Do       | Fr       | Sa       | So       |
| -------- | -------- | -------- | -------- | -------- | -------- | -------- | -------- |
| 48       |          |          |          | 1        | 2        | 3        | 4        |
| 49       | 5        | 6        | 7        | 8        | 9        | 10       | 11       |
| 50       | 12       | 13       | 14       | 15       | 16       | 17       | 18       |
| 51       | 19       | 20       | 21       | 22       | 23       | 24       | 25       |
| 52       | 26       | 27       | 28       | 29       | 30       | 31       |          |

| Januar | Januar | Januar | Januar | Januar | Januar | Januar | Januar |
| Kw     | Mo     | Di     | Mi     | Do     | Fr     | Sa     | So     |
| ------ | ------ | ------ | ------ | ------ | ------ | ------ | ------ |
| 52     |        |        |        |        |        | 1      | 2      |
| 1      | 3      | 4      | 5      | 6      | 7      | 8      | 9      |
| 2      | 10     | 11     | 12     | 13     | 14     | 15     | 16     |
| 3      | 17     | 18     | 19     | 20     | 21     | 22     | 23     |
| 4      | 24     | 25     | 26     | 27     | 28     | 29     | 30     |
| 5      | 31     |        |        |        |        |        |        |

| Februar | Februar | Februar | Februar | Februar | Februar | Februar | Februar |
| Kw      | Mo      | Di      | Mi      | Do      | Fr      | Sa      | So      |
| ------- | ------- | ------- | ------- | ------- | ------- | ------- | ------- |
| 5       |         | 1       | 2       | 3       | 4       | 5       | 6       |
| 6       | 7       | 8       | 9       | 10      | 11      | 12      | 13      |
| 7       | 14      | 15      | 16      | 17      | 18      | 19      | 20      |
| 8       | 21      | 22      | 23      | 24      | 25      | 26      | 27      |
| 9       | 28      |         |         |         |         |         |         |

| März | März | März | März | März | März | März | März |
| Kw   | Mo   | Di   | Mi   | Do   | Fr   | Sa   | So   |
| ---- | ---- | ---- | ---- | ---- | ---- | ---- | ---- |
| 9    |      | 1    | 2    | 3    | 4    | 5    | 6    |
| 10   | 7    | 8    | 9    | 10   | 11   | 12   | 13   |
| 11   | 14   | 15   | 16   | 17   | 18   | 19   | 20   |
| 12   | 21   | 22   | 23   | 24   | 25   | 26   | 27   |
| 13   | 28   | 29   | 30   | 31   |      |      |      |

| April | April | April | April | April | April | April | April |
| Kw    | Mo    | Di    | Mi    | Do    | Fr    | Sa    | So    |
| ----- | ----- | ----- | ----- | ----- | ----- | ----- | ----- |
| 13    |       |       |       |       | 1     | 2     | 3     |
| 14    | 4     | 5     | 6     | 7     | 8     | 9     | 10    |
| 15    | 11    | 12    | 13    | 14    | 15    | 16    | 17    |
| 16    | 18    | 19    | 20    | 21    | 22    | 23    | 24    |
| 17    | 25    | 26    | 27    | 28    | 29    | 30    |       |

| Mai | Mai | Mai | Mai | Mai | Mai | Mai | Mai |
| Kw  | Mo  | Di  | Mi  | Do  | Fr  | Sa  | So  |
| --- | --- | --- | --- | --- | --- | --- | --- |
| 17  |     |     |     |     |     |     | 1   |
| 18  | 2   | 3   | 4   | 5   | 6   | 7   | 8   |
| 19  | 9   | 10  | 11  | 12  | 13  | 14  | 15  |
| 20  | 16  | 17  | 18  | 19  | 20  | 21  | 22  |
| 21  | 23  | 24  | 25  | 26  | 27  | 28  | 29  |
| 22  | 30  | 31  |     |     |     |     |     |

| Juni | Juni | Juni | Juni | Juni | Juni | Juni | Juni |
| Kw   | Mo   | Di   | Mi   | Do   | Fr   | Sa   | So   |
| ---- | ---- | ---- | ---- | ---- | ---- | ---- | ---- |
| 22   |      |      | 1    | 2    | 3    | 4    | 5    |
| 23   | 6    | 7    | 8    | 9    | 10   | 11   | 12   |
| 24   | 13   | 14   | 15   | 16   | 17   | 18   | 19   |
| 25   | 20   | 21   | 22   | 23   | 24   | 25   | 26   |
| 26   | 27   | 28   | 29   | 30   |      |      |      |

| Juli | Juli | Juli | Juli | Juli | Juli | Juli | Juli |
| Kw   | Mo   | Di   | Mi   | Do   | Fr   | Sa   | So   |
| ---- | ---- | ---- | ---- | ---- | ---- | ---- | ---- |
| 26   |      |      |      |      | 1    | 2    | 3    |
| 27   | 4    | 5    | 6    | 7    | 8    | 9    | 10   |
| 28   | 11   | 12   | 13   | 14   | 15   | 16   | 17   |
| 29   | 18   | 19   | 20   | 21   | 22   | 23   | 24   |
| 30   | 25   | 26   | 27   | 28   | 29   | 30   | 31   |

| August | August | August | August | August | August | August | August |
| Kw     | Mo     | Di     | Mi     | Do     | Fr     | Sa     | So     |
| ------ | ------ | ------ | ------ | ------ | ------ | ------ | ------ |
| 31     | 1      | 2      | 3      | 4      | 5      | 6      | 7      |
| 32     | 8      | 9      | 10     | 11     | 12     | 13     | 14     |
| 33     | 15     | 16     | 17     | 18     | 19     | 20     | 21     |
| 34     | 22     | 23     | 24     | 25     | 26     | 27     | 28     |
| 35     | 29     | 30     | 31     |        |        |        |        |

| September | September | September | September | September | September | September | September |
| Kw        | Mo        | Di        | Mi        | Do        | Fr        | Sa        | So        |
| --------- | --------- | --------- | --------- | --------- | --------- | --------- | --------- |
| 35        |           |           |           | 1         | 2         | 3         | 4         |
| 36        | 5         | 6         | 7         | 8         | 9         | 10        | 11        |
| 37        | 12        | 13        | 14        | 15        | 16        | 17        | 18        |
| 38        | 19        | 20        | 21        | 22        | 23        | 24        | 25        |
| 39        | 26        | 27        | 28        | 29        | 30        |           |           |

| Oktober | Oktober | Oktober | Oktober | Oktober | Oktober | Oktober | Oktober |
| Kw      | Mo      | Di      | Mi      | Do      | Fr      | Sa      | So      |
| ------- | ------- | ------- | ------- | ------- | ------- | ------- | ------- |
| 39      |         |         |         |         |         | 1       | 2       |
| 40      | 3       | 4       | 5       | 6       | 7       | 8       | 9       |
| 41      | 10      | 11      | 12      | 13      | 14      | 15      | 16      |
| 42      | 17      | 18      | 19      | 20      | 21      | 22      | 23      |
| 43      | 24      | 25      | 26      | 27      | 28      | 29      | 30      |
| 44      | 31      |         |         |         |         |         |         |

| November | November | November | November | November | November | November | November |
| Kw       | Mo       | Di       | Mi       | Do       | Fr       | Sa       | So       |
| -------- | -------- | -------- | -------- | -------- | -------- | -------- | -------- |
| 44       |          | 1        | 2        | 3        | 4        | 5        | 6        |
| 45       | 7        | 8        | 9        | 10       | 11       | 12       | 13       |
| 46       | 14       | 15       | 16       | 17       | 18       | 19       | 20       |
| 47       | 21       | 22       | 23       | 24       | 25       | 26       | 27       |
| 48       | 28       | 29       | 30       |          |          |          |          |

| Dezember | Dezember | Dezember | Dezember | Dezember | Dezember | Dezember | Dezember |
| Kw       | Mo       | Di       | Mi       | Do       | Fr       | Sa       | So       |
| -------- | -------- | -------- | -------- | -------- | -------- | -------- | -------- |
| 48       |          |          |          | 1        | 2        | 3        | 4        |
| 49       | 5        | 6        | 7        | 8        | 9        | 10       | 11       |
| 50       | 12       | 13       | 14       | 15       | 16       | 17       | 18       |
| 51       | 19       | 20       | 21       | 22       | 23       | 24       | 25       |
| 52       | 26       | 27       | 28       | 29       | 30       | 31       |          |

## Ereignisse

### Politik und Weltgeschehen

#### Süd- und Südostasien

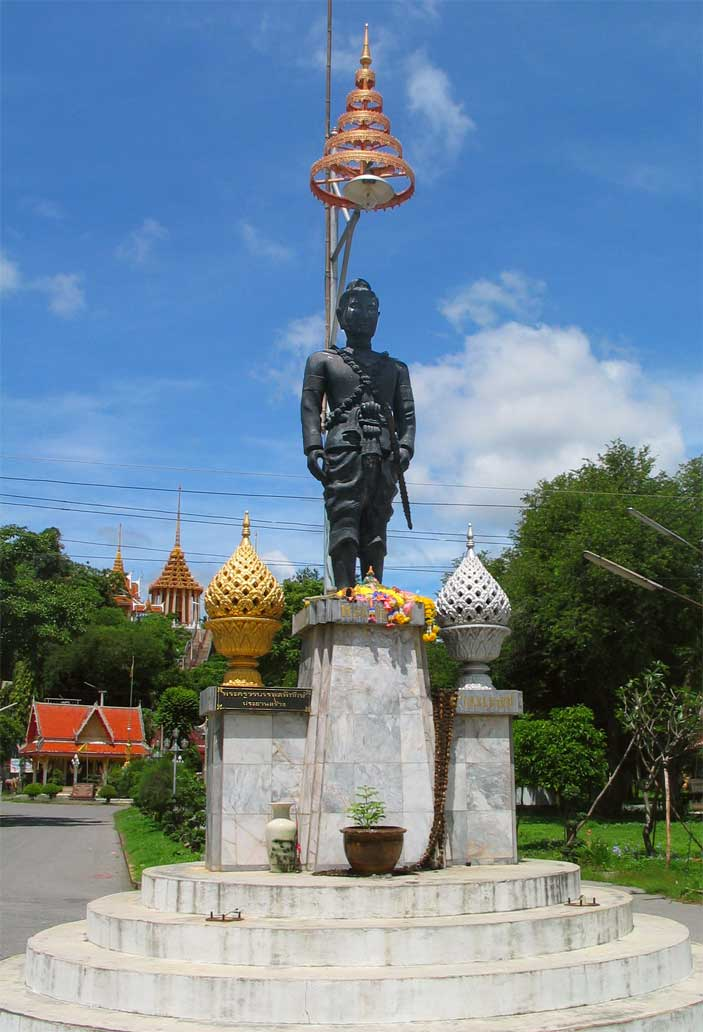
König U Thong, vor Wat Khao Phra Sri Sanphet

- 4. März: In Siam erhebt der Fürst U Thong die Stadt Ayutthaya zur Hauptstadt des Königreiches Ayutthaya. Die folgende Ayutthaya-Periode dauert bis zur Zerstörung durch die Burmesen am 7. April 1767.
- 20. März: Im Sultanat von Delhi regiert nach dem Tod von Muhammad bin Tughluq Mahmud Ibn Muhammad, ein entfernter Verwandter, für weniger als einen Monat. Danach wird Muhammads Cousin Firuz Schah Tughluq aus der Tughluq-Dynastie neuer Sultan von Delhi. Das Recht Firuz' auf den Thron wird allerdings von Muhammads Schwester  Khudāvandzādah Malik bestritten. Sie und ihr Ehemann versuchen, den neugekrönten Sultan zu ermorden. Der Anschlag misslingt jedoch, da ihr Sohn die Pläne seiner Eltern verrät und damit das Leben des Herrschers rettet.

#### Kaiserreich China
- Im Kaiserreich China brechen die Dämme des Hoang-ho. Der mongolische Kanzler Toghta lässt daraufhin in der bereits verarmten und unruhigen Region südlich der Shandong-Halbinsel durch den Beamten Jia Lu einen neuen Kanal bauen. Der Sekte des Weißen Lotus gelingt es dort erstmals, Widerstand unter den rund 150.000 Zwangsarbeitern zu organisieren. Die Umleitung des Hoang-ho ist zwar erfolgreich, aber unmittelbar danach beginnt in den Regionen ein Aufstand bis dahin ungekannten Ausmaßes. Die größte militärische Durchschlagskraft hat dabei die Rebellenorganisation der Roten Turbane.

#### Eidgenossenschaft

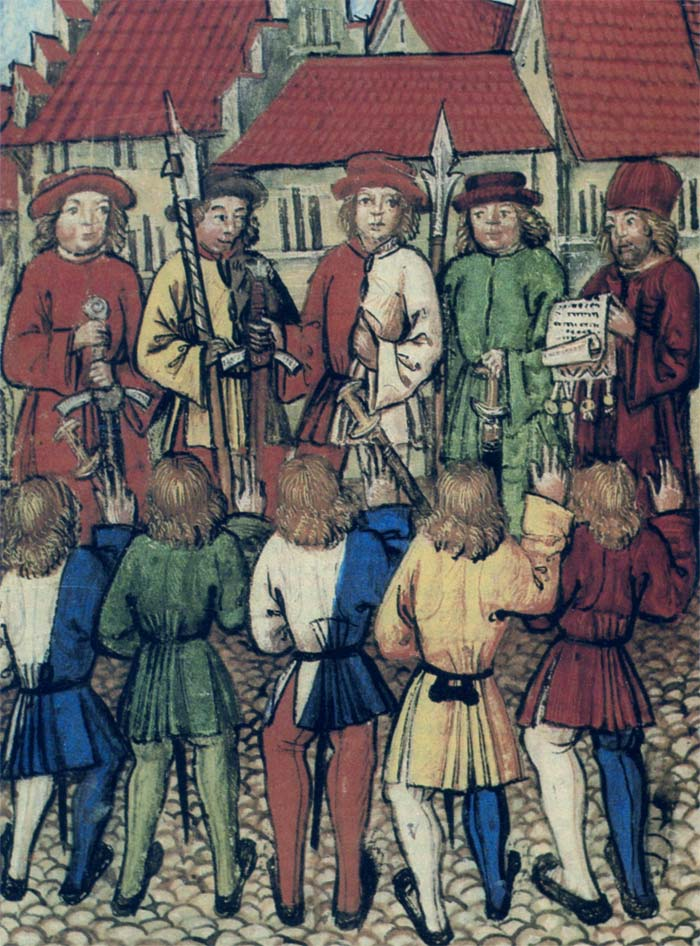
Die Bürger von Zürich leisten den Bundesschwur vor den Abgesandten der vier Waldstätte

- 1. Mai:  Entstehung und Wachstum der Alten Eidgenossenschaft: Die Stadt Zürich tritt der schweizerischen Eidgenossenschaft bei. Im Herbst wird Zürich erfolglos von den Habsburgern belagert. Es folgen gegenseitige Raubzüge in der Umgebung.
- 24. Dezember: Der Zürcher Bürgermeister Rudolf Brun versucht einen Überraschungsangriff auf Baden, wo sich habsburgische Truppen aufhalten. Die Gegner werden jedoch rechtzeitig gewarnt und ziehen sich hinter die Stadtmauern zurück. Daraufhin brennen die Zürcher die Badener Bäder nieder und ziehen am Weihnachtstag plündernd durch das Siggental an die Aare, wo sie die Burg Freudenau zerstören.
- 26. Dezember: Während der Schweizer Habsburgerkriege siegen in der Schlacht bei Dättwil die Zürcher.

#### Weitere Ereignisse im Reich
- 3. Juni: Nach dem Tod von Mastino II. della Scala wird sein ältester Sohn Cangrande II. della Scala Mitregent seines Onkels Alberto II. della Scala in Verona.
- 25. Oktober: Die Herzogtümer Pommern-Wolgast und Pommern-Stettin besiegen Mecklenburg-Schwerin und Mecklenburg-Stargard in der Schlacht am Schoppendamm bei Loitz im Zweiten Rügischen Erbfolgekrieg.
- Dezember: Im Luckauer Vertrag gibt Ludwig V. der Brandenburger die Mark Brandenburg an seine Brüder Ludwig VI. den Römer und Otto V. ab, um im Gegenzug Oberbayern alleine regieren zu können. Ludwig V. vereinigt dann die Verwaltung von Oberbayern und Tirol.
- Die Hoyaer Fehde zwischen der Hansestadt Bremen im Bündnis mit Graf Moritz von Oldenburg auf der einen Seite und den Grafen von Hoya sowie Gottfried von Arnsberg, dem Erzbischof vom Bremen, auf der anderen Seite beginnt.

#### Deutschordensstaat

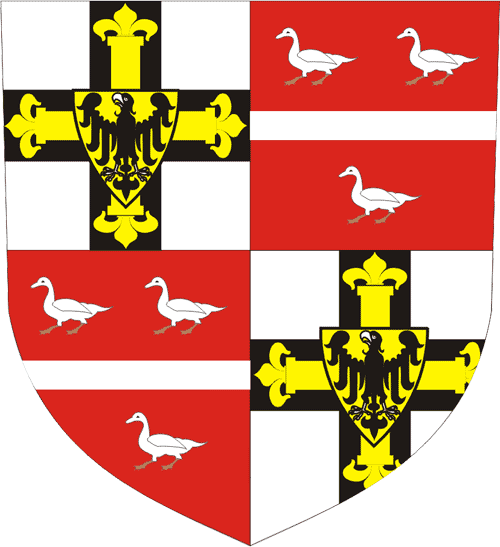
Hochmeisterwappen Winrichs von Kniprode

- Heinrich Dusemer dankt krankheitsbedingt als Hochmeister des Deutschen Ordens ab und zieht sich in die Ordensburg Bratian zurück. Am 14. September wird Winrich von Kniprode zu seinem Nachfolger gewählt. In seine Herrschaft fällt die Glanzzeit des Ordensstaates.

#### Westeuropa

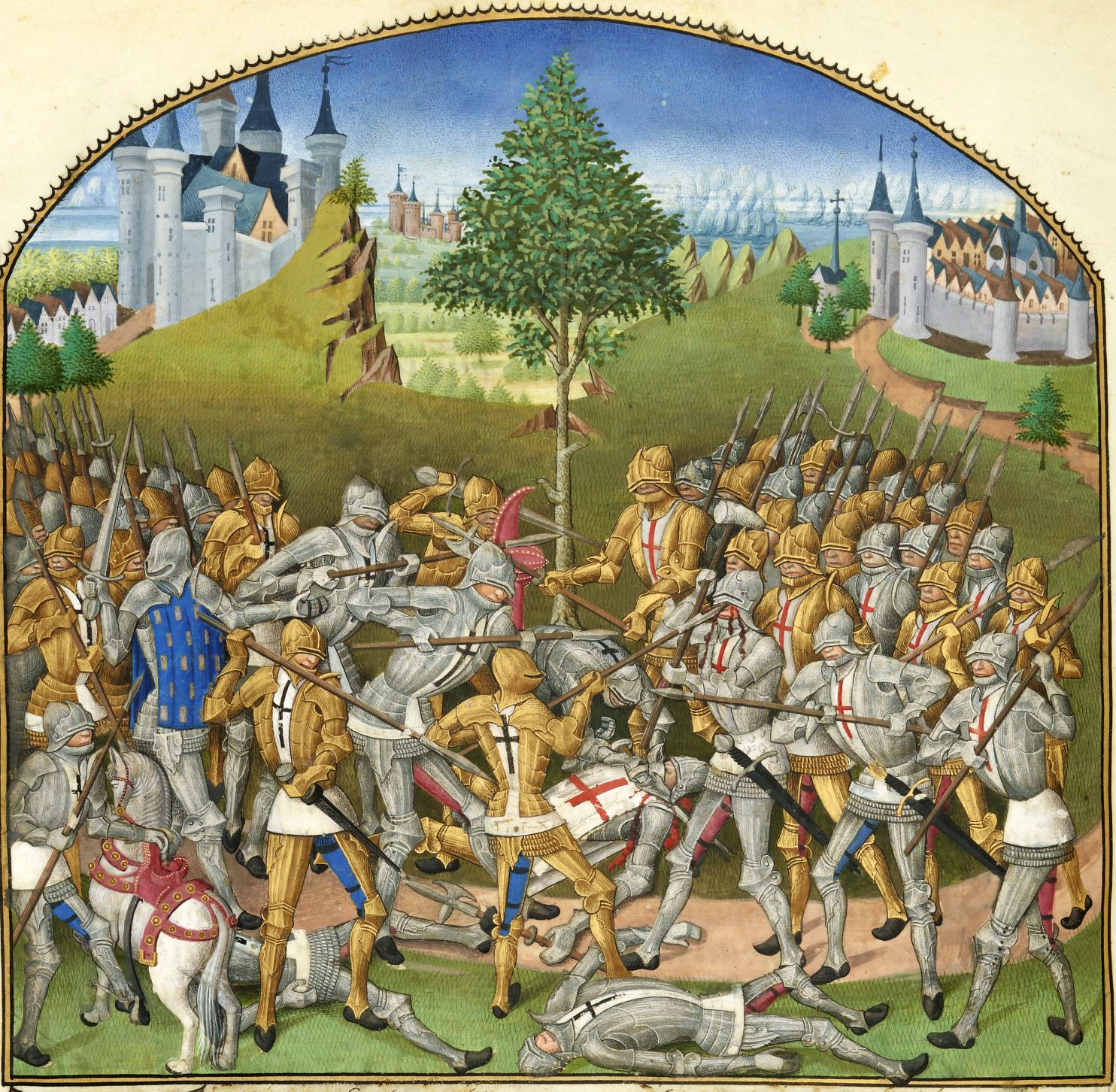
Turnier der Dreißig in den Chroniken von Nantes, 1480

- 27. März: In der Zeit des Bretonischen Erbfolgekriegs wird auf halber Strecke zwischen den bretonischen Burgen Josselin und Ploërmel das Turnier der Dreißig ausgetragen. Nach dem Tod von neun Rittern der Montfort-Fraktion im Turnierwettkampf werden die Ritter der Châtillon-Fraktion zu Gewinnern erklärt.
- Statute of Provisors: In England tritt ein Verbot päpstlicher Pfründenvergabe und Berufungsklage bei der Kurie in Kraft.

#### Nordafrika
- Während der Verhandlungen mit seinem Sohn Abū ʿInān Fāris über die Herrschaft in Marokko stirbt Sultan Abu l-Hasan, woraufhin Abū ʿInān Fāris unumschränkter Herrscher im Reich der Meriniden wird.

#### Urkundliche Ersterwähnungen
- Küblis und Niederstocken werden erstmals urkundlich erwähnt.

### Religion

#### Buddhismus
- Das buddhistische Tsethang-Kloster in Tibet wird gegründet.

#### Christentum
- Das zweite hesychastische Konzil in Konstantinopel bestätigt auf Initiative des byzantinischen Kaisers Johannes VI. endgültig die Rechtgläubigkeit der Lehre des Gregor Palamas.

### Katastrophen
- Geschichte der Pest: Etwa ein Drittel der landwirtschaftlich genutzten Fläche Deutschlands ist während der Pestepidemie des Schwarzen Todes von 1346 bis 1353 verödet.

## Geboren
- 16. Oktober: Gian Galeazzo Visconti, Regent in Mailand († 1402)
- 1. November: Leopold III., Herzog von Österreich aus dem Hause Habsburg († 1386)
- Jobst von Mähren, mährischer Markgraf aus der Dynastie der Luxemburger († 1411)
- um 1351: Kasimir III., Herzog von Pommern-Stettin aus dem Greifenhaus († 1372)
- um 1351: Swantibor I., Herzog von Pommern-Stettin aus dem Greifenhaus und zeitweilig Statthalter der Mittelmark († 1413)

## Gestorben

### Todesdatum gesichert
- 19. Februar: Corrado Confalonieri, italienischer Einsiedler und Franziskaner
- 20. März: Muhammad bin Tughluq, Sultan von Delhi (* um 1300)
- 3. Juni: Mastino II. della Scala, Herr von Verona (* 1308)
- 8. Juni: Édouard I. de Beaujeu, Herr von Beaujeu und Herr von Montpensier (* 1316)
- 20. Juni: Margareta Ebner, deutsche Mystikerin (* um 1291)
- 26. August: Ulrich von Wildhaus, Bischof von Gurk
- 27. September: Jan Volek, Propst von Vyšehrad, Bischof von Olmütz und Kanzler Johanns von Böhmen
- 30. September: Musō Soseki, japanischer Zen-Meister, Politikberater, Gartengestalter und Kalligraph; Begründer der japanischen Teezeremonie (* 1275)
- 25. Oktober: Johann V., Graf von Gützkow
- 15. November: Johanna von Pfirt, Gräfin von Pfirt und Herzogin von Österreich (* 1300)
- 25. November: Ulrich Pfefferhard, Bischof von Konstanz
- 27. Dezember: Jean de Marigny, Bischof von Beauvais und Erzbischof von Rouen, französischer Militär und Staatsmann
- 27. Dezember: Johann I., Bischof von Naumburg

### Genaues Todesdatum unbekannt
- Abu l-Hasan Ali ibn Uthman, Sultan der Meriniden in Marokko
- Everwin I. von Deckenbrock, deutscher Ritter, Droste des Domkapitels Münster und Gutsbesitzer (* 1326)
- Leonor de Guzmán, kastilische Adlige und die Mätresse von König Alfons XI. von Kastilien (* 1310)
- Heinrich II., Fürst von Braunschweig-Grubenhagen (* um 1289)
- Heinrich IV., Propst des Klosterstifts von Berchtesgaden